# Красноярский округ (Сибирский край)
Красноярский округ — административно-территориальная единица Сибирского края, существовавшая в 1925—1930 годах.
Красноярский округ был образован 9 декабря 1925 года из Красноярского, Туруханского и частей Ачинского, Енисейского, Канского и Минусинского уездов Енисейской губернии. Центром округа был назначен город Красноярск. Округ был разделён на 11 районов и Туруханский край:
- Балахтинский район. Центр — село Балахта
- Больше-Муртинский район. Центр — село Больше-Муртинское
- Енисейский район. Центр — город Енисейск
- Казачинский район. Центр — село Казачинское
- Красноярский район. Центр — город Красноярск
- Курагинский район. Центр — посёлок Курагино
- Манский район. Центр — село Шалинское
- Новосёловский район. Центр — село Новосёлово
- Перовский район. Центр — село Перовское
- Сухобузимский район. Центр — село Сухобузимское
- Уярский район. Центр — посёлок Клюквенный

Туруханский край, в свою очередь, делился на 8 районов (в том числе 5 туземных): Верхне-Инбатский, Дудинский, Елагуйский туземный, Затундринский туземный, Монастырский, Подкаменно-Тунгусский туземный, Тазовский туземный, Хетский туземный.
21 февраля 1926 года Перовский район был переименован в Партизанский район.
7 июня 1928 года Туруханский край был преобразован в Туруханский район, который делился на Илимпийский, Тазовский (центр — Янов стан) и Хатангский национальные районы.
30 июля 1930 года Красноярский округ, как и большинство остальных округов СССР, был упразднён. Его районы отошли в прямое подчинение Восточно-Сибирского края.
Население округа в 1926 году (без Туруханского края) составляло 372,7 тыс. человек. Из них русские — 80,6 %; белорусы — 5,8 %; украинцы — 4,0 %; татары — 2,4 %; латыши — 1,3 %; эстонцы — 1,2 %; поляки — 1,2 %.